# 53435 Leonard
53435 Leonard este o planetă minoră (asteroid) din Asteroid Amor. A fost descoperită pe 9 noiembrie 1999 la Catalina Station⁠(d) de Catalina Sky Survey. 
Obiectul prezintă o orbită caracterizată de o semiaxă mare de 2,3107247568261 UAi, o excentricitate de 0,4833085309719, o înclinație de 15,350317799238 ° în raport cu ecliptica.